# El Hierro
El Hierro [el'jero], také nazývaný Ferro nebo Isla del Meridiano, je nejzápadnější z Kanárských ostrovů v Atlantském oceánu. Zaujímá plochu 268,71 km², v roce 2023 ho obývalo 11 659 lidí. Hlavní město je Valverde s 5 123 obyvateli. Nejvyšší hora Malpaso měří 1 501 m.

## Historie
První obyvatelé přišli na ostrov někdy v 5. století př. n. l., pravděpodobně ze Severní Afriky. Žili v úplné izolaci a když roku 1341 připlul na ostrov portugalský kapitán Rodriguez Martín, popsal jejich život tak, jak dnes popisujeme lidi doby kamenné. Roku 1402 připlul na ostrov francouzský mořeplavec Jean de Béthencourt, který ostrovy obsadil pro Kastílii.

## Geografie
El Hierro je převážně čedičový ostrov s příkrým skalnatým pobřežím a s nouzí o vodu. Na severozápadě ostrova se nachází útes El Golfo jenž vznikl přibližně před 50 tisíci lety, když se rozsáhlá část ostrova (asi čtvrtina rozlohy) propadla do moře. Flora i fauna ostrova je velmi zvláštní, a tak je od roku 2000 prohlášen za biosférickou rezervaci UNESCO.

## Administrativní členění
Administrativně se ostrov člení na tři obce:

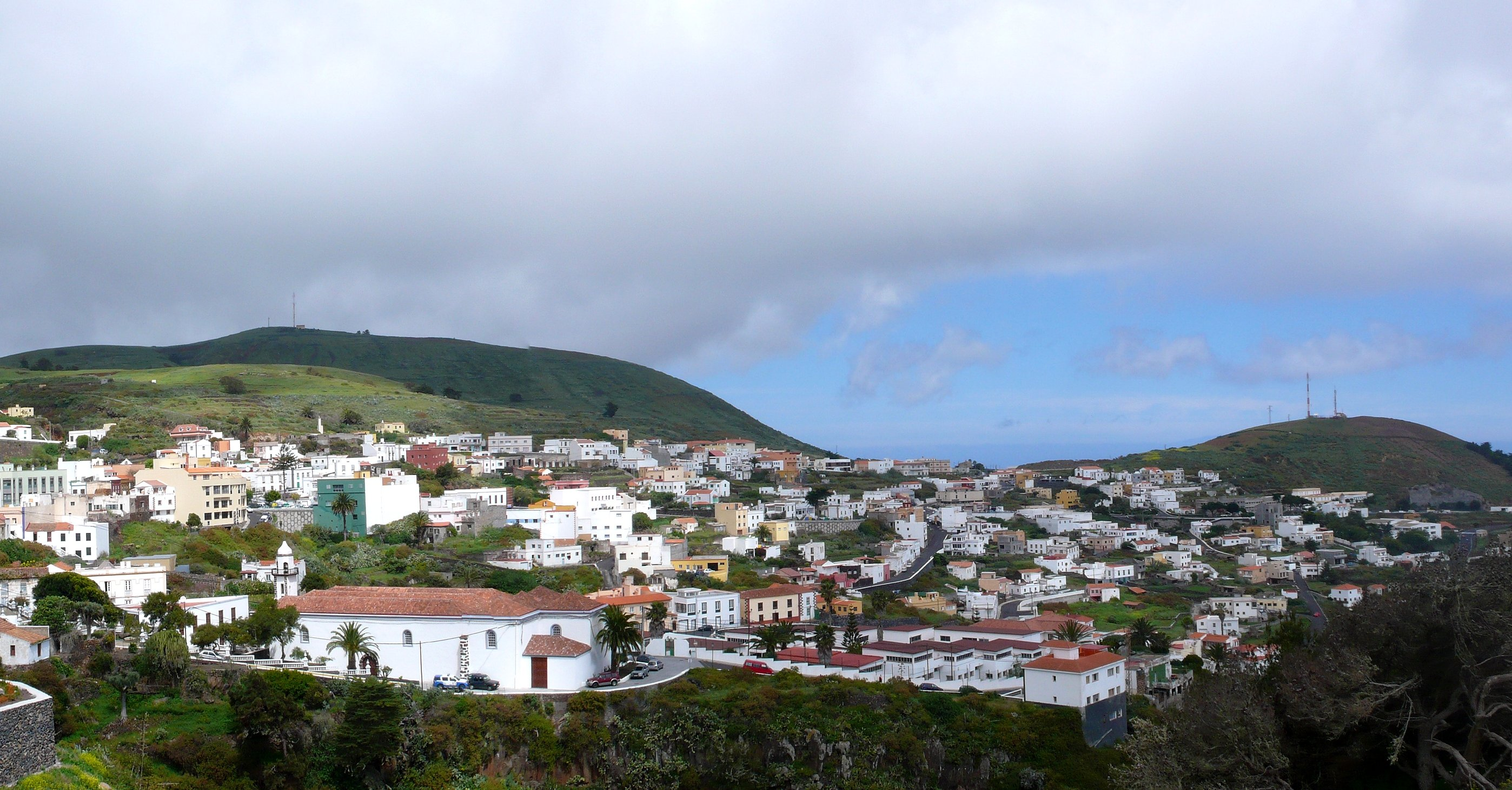
Valverde

- Frontera
- Valverde
- El Pinar

## Ekonomika
Obyvatelé ostrova se živí především zemědělstvím, pěstováním vinné révy, dále banánů, mandlí, broskví, brambor a rajčat. Důležitý je také rybolov, hlavně v jižní části pobřeží. Významná jsou umělecká řemesla – hrnčířství, tkaní, řezbářství, výrobky se prodávají na místních trzích. Turistika není příliš podstatná, kapacita lůžek na ostrově je okolo 800. Využívají je pak především obyvatelé ostatních ostrovů, zejména v letním období.

## Poledník
Ve starověku se Kanárské ostrovy pokládaly za západní konec obyvatelného světa, a tak řecký geograf Klaudios Ptolemaios uvažoval o tom, že by se od tamějšího poledníku měly počítat zeměpisné délky. Francouzský král Ludvík XIII. roku 1634 stanovil jako nultý poledník ostrov Ferro (El Hierro). Údaj „od ostrova Ferro“ lze pak najít ještě na starších rakouských mapách. Teprve od roku 1884, kdy byl z praktických důvodů mezinárodně přijat nultý poledník podle hvězdárny v londýnském Greenwichi, se toto počítání postupně opustilo.

## Galerie

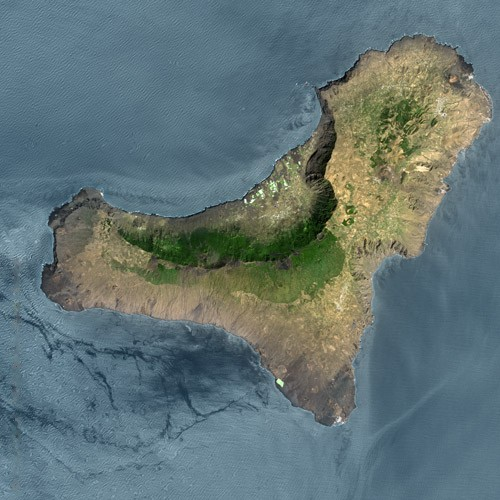
Ostrov El Hierro (satelitní foto)
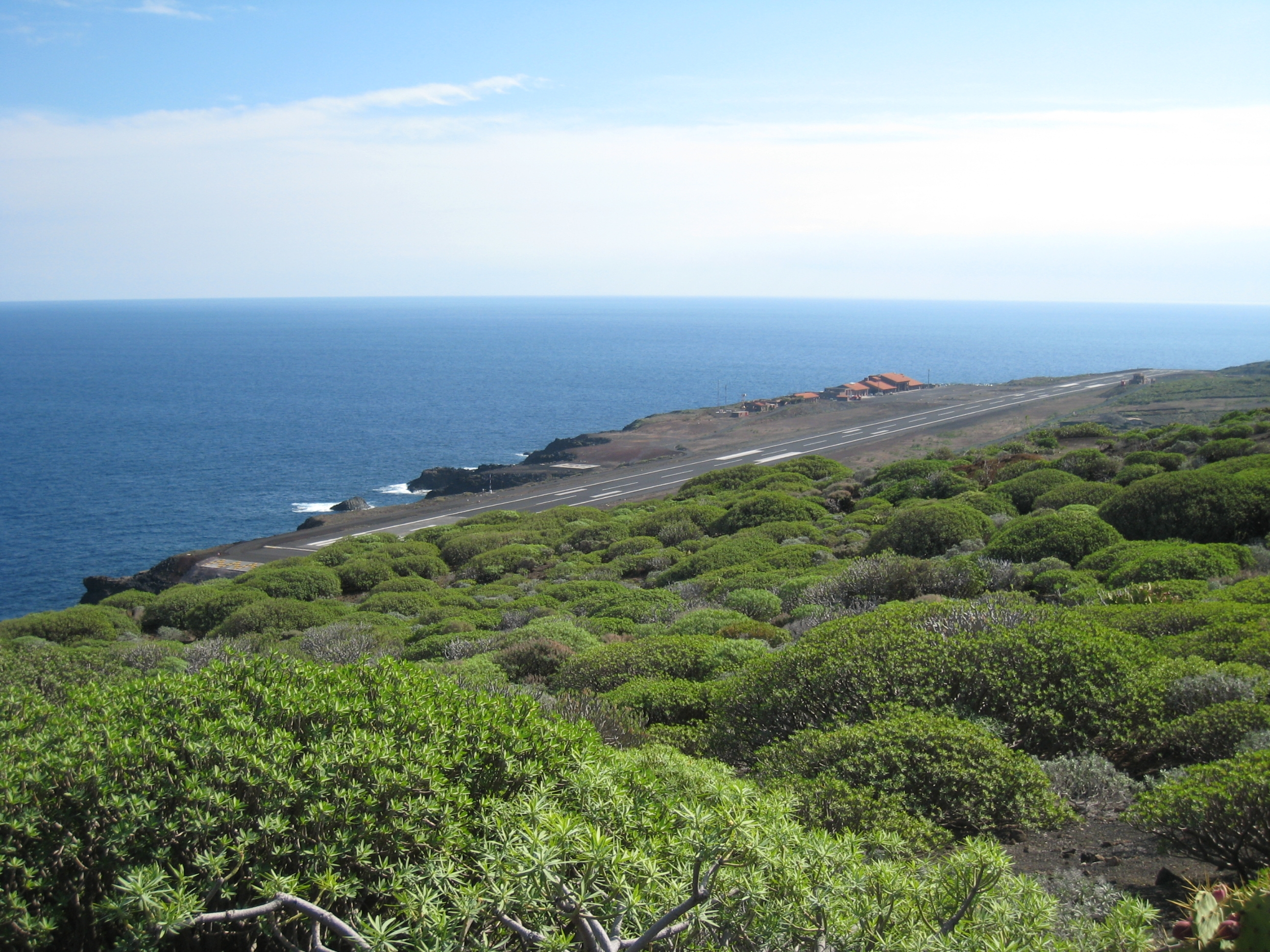
Letiště na východě ostrova
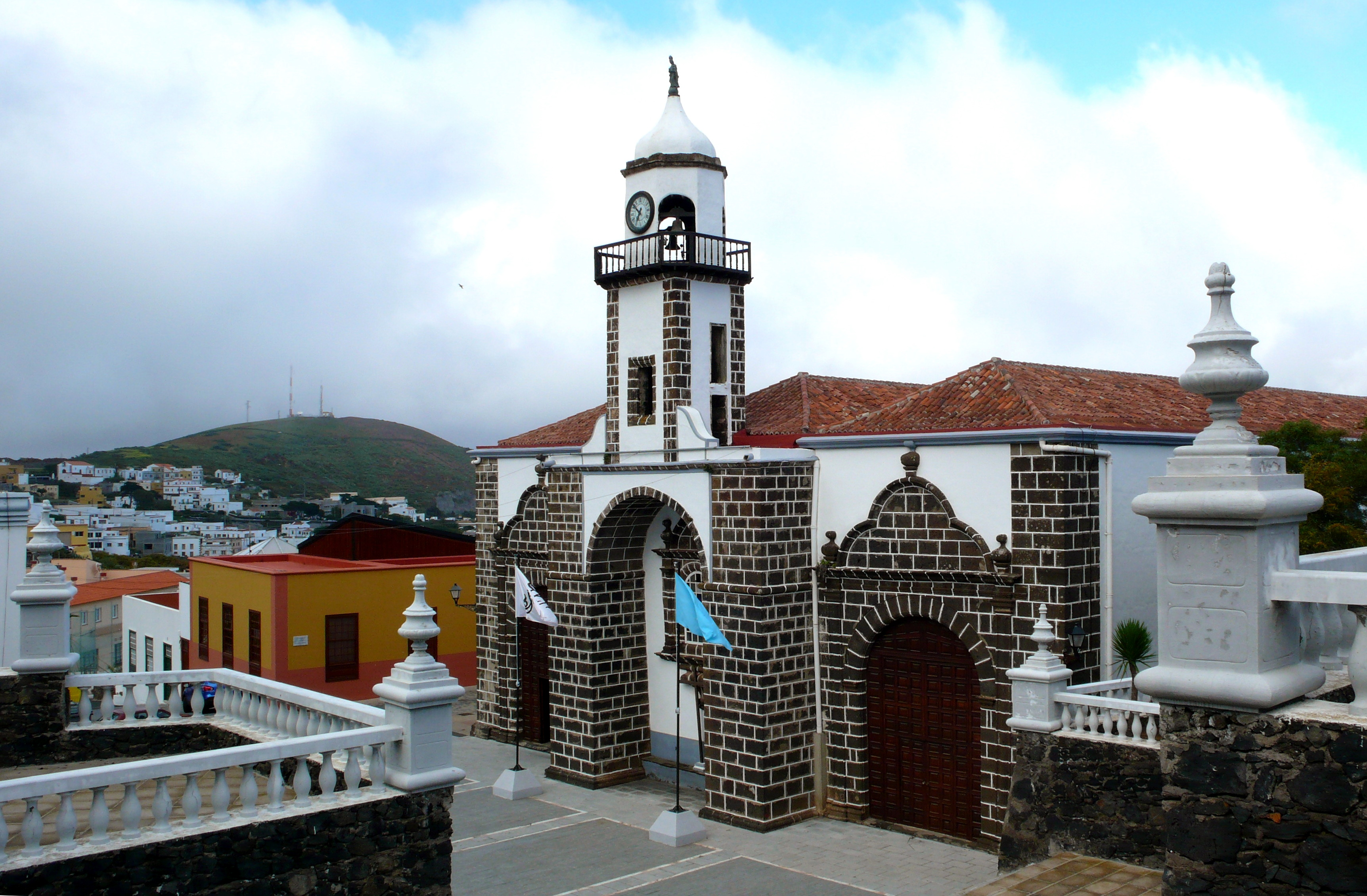
Kostel P. Marie ve Valverde
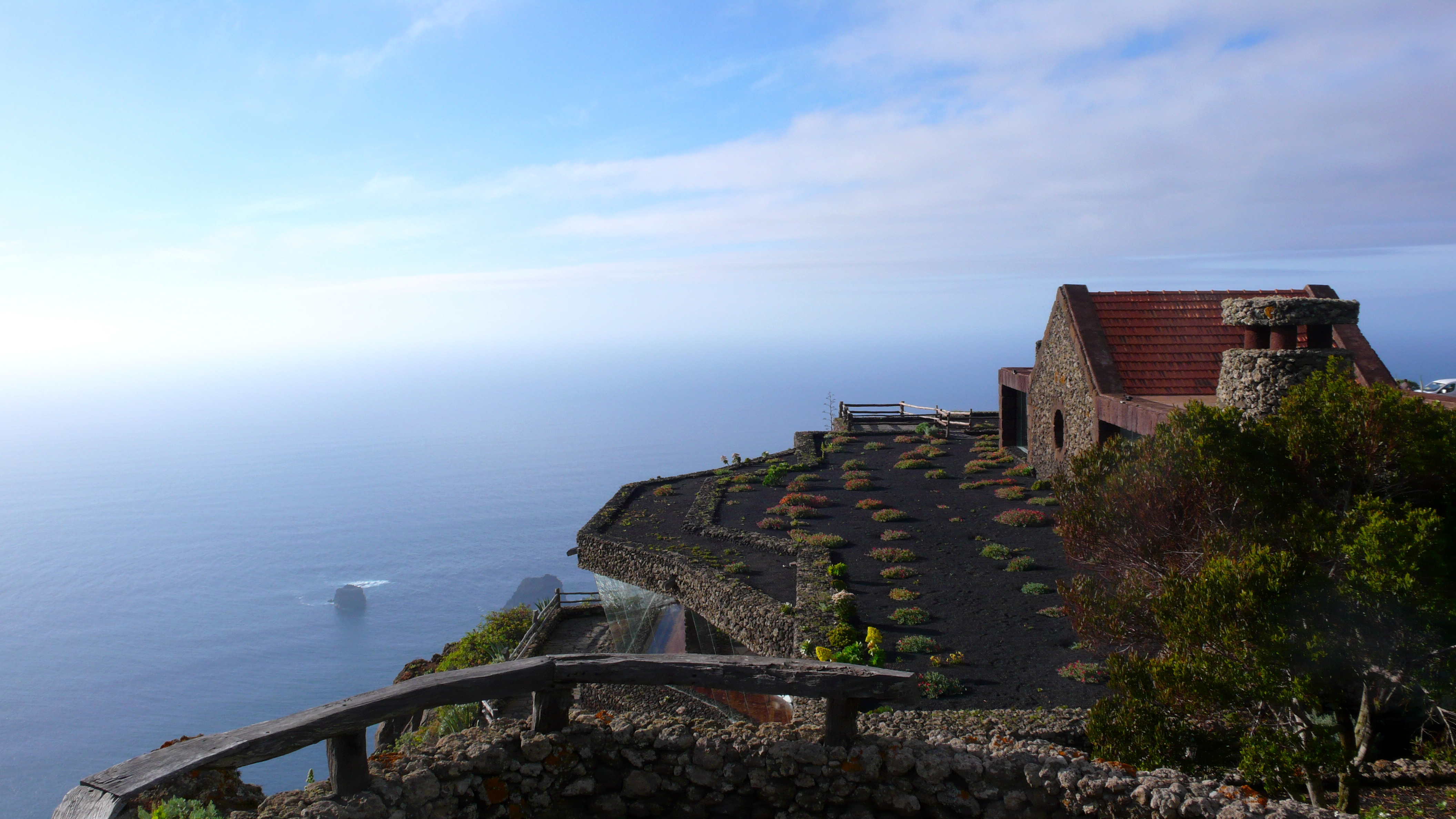
Mirador la Peňa
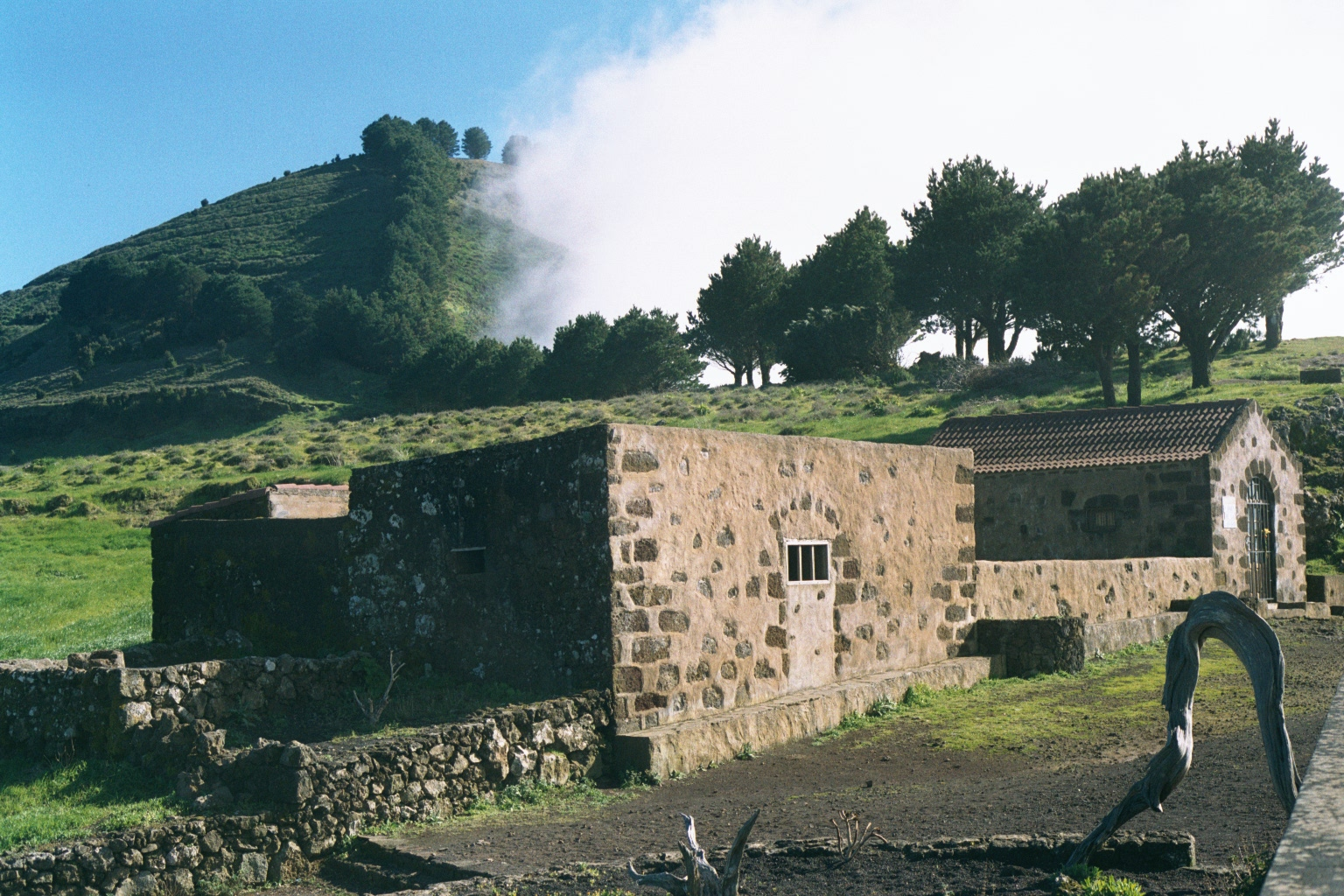
Kaple Virgen de la Caridad
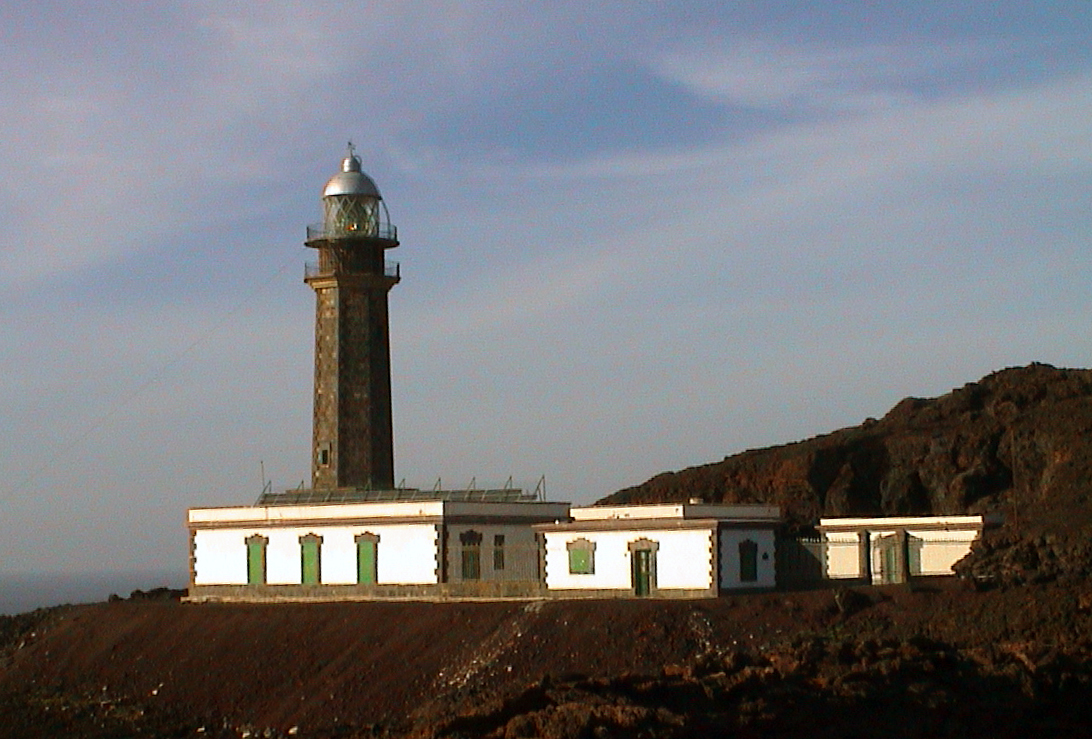
Maják Orchilla v místě nultého poledníku
Vlajka ostrova El Hierro